# Élections européennes de 1984 au Royaume-Uni
Les secondes élections européennes se sont déroulées le 14 juin 1984 au Royaume-Uni pour désigner les 81 députés européens au Parlement européen, pour la législature 1984-1989.

## Mode de scrutin
En Angleterre, Écosse et Pays de Galles, 78 députés furent élus au scrutin uninominal majoritaire à un tour dans 78 circonscriptions.
En Irlande du Nord, trois députés furent élus lors d'un scrutin à vote unique transférable dans une circonscription unique.

## Résultats
| Parti | Parti                                  | Votes     | %    | Sièges | +/- | Groupe |
| ----- | -------------------------------------- | --------- | ---- | ------ | --- | ------ |
|       | Parti conservateur                     | 5 426 866 | 38,8 | 45     | -15 | DE     |
|       | Parti travailliste                     | 4 865 224 | 34,7 | 32     | +15 | SOC    |
|       | Parti social démocrate - Parti libéral | 2 591 659 | 18,5 | 0      | =   |        |
|       | Parti national écossais                | 230 594   | 1,7  | 1      | =   | RDE    |
|       | Plaid Cymru                            | 103 031   | 0,7  | 0      | =   |        |
|       | Parti de l'écologie                    | 70 853    | 0,5  | 0      | =   |        |
|       | Autres                                 | 23 387    | 0,2  | 0      | =   |        |

| Parti | Parti                                  | Votes   | %    | Sièges | +/- | Groupe |
| ----- | -------------------------------------- | ------- | ---- | ------ | --- | ------ |
|       | Parti unioniste démocrate              | 230 251 | 33,6 | 1      | =   | NI     |
|       | Parti social-démocrate et travailliste | 151 399 | 22,1 | 1      | =   | SOC    |
|       | Parti unioniste d'Ulster               | 147 169 | 25,1 | 1      | =   | DE     |
|       | Sinn Féin                              | 91 476  | 13,3 | 0      | =   |        |
|       | Parti de l'Alliance d'Irlande du Nord  | 34 046  | 5,0  | 0      | =   |        |
|       | Parti unioniste populaire d'Ulster     | 20 092  | 2,9  | 0      | =   |        |
|       | Parti des travailleurs d'Irlande       | 8 712   | 1,3  | 0      | =   |        |
|       | Parti de l'écologie                    | 2 172   | 0,3  | 0      | =   |        |